# Brachyhesma storeyi
Brachyhesma storeyi là một loài Hymenoptera trong họ Colletidae. Loài này được Exley mô tả khoa học năm 1977.

## Hình ảnh

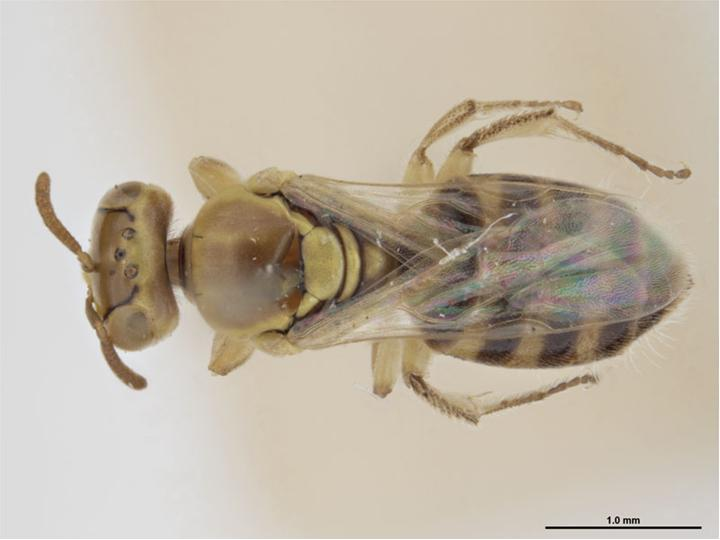